# 莲叶点地梅
莲叶点地梅（学名：Androsace henryi）为报春花科点地梅属下的一个变种。

## 扩展阅读
維基物種上的相關：莲叶点地梅